# Marc Eggers (Musiker)
Marc Eggers (* 5. Oktober 1986 in Hamburg) ist ein deutsches Model, Laiendarsteller, Webvideoproduzent, Reality-TV-Teilnehmer und Schlagersänger.

## Leben
Eggers wuchs in Hamburg-Harburg auf und begann mit 12 Jahren Breakdance. Seinen ersten TV-Auftritt hatte er bei Das Supertalent als Teilnehmer im Jahr 2010. Später sah man ihn bei VOX im Jahr 2011 in der Serie Auf und davon – Mein Auslandstagebuch. Von 2014 bis 2015 wirkte er bei Berlin Models – unser Leben, unser Traum auf RTL mit. 2017 war er Teilnehmer der Tanzshow Dance Dance Dance. Zusammen mit seiner Tanzpartnerin Aminata Sanogo erreichte er den 4. Platz.
Vom 16. Juli 2019 (Folge 1655) bis zum 18. Dezember 2019 (Folge 1765) spielte er die Rolle des „Phil Hensing“ bei Köln 50667.
Seit 2015 betreibt Eggers einen YouTube-Kanal namens „Thats M.E“ mit rund 570.000 Abonnenten und veröffentlicht dort größtenteils humoristische Straßenumfragen. Im Mai 2022 eröffnete er seinen Zweitkanal „Marc Eggers“ (ehemals: „Ran an die Banane“), auf welchem er anfangs Comedy-Videos veröffentlichte. Momentan lädt Eggers dort Vlogs und Ausschnitte in Form von Shorts aus seinen Straßenumfragen hoch und der Kanal hat über 150.000 Abonnenten (Stand: 1. August 2025).
Im Juli 2023 startete er zusammen mit Inscope21, Sascha Hellinger, Amar, Tim Gabel, Rewinside und Ron Bielecki den YouTube-Kanal DieAllerjutsten, auf welchem sie jeden Sonntag mit der Unterstützung von Joyn Videos hochluden. Im Mai 2024 wurde nach langer Pause die Auflösung der Allerjutsten bekanntgegeben. Eggers produziert nun mit Inscope21, Sascha Hellinger, Rewinside und Tim Gabel das Format Rinos. Die Rinos werden von Joyn produziert und unterstützt.
Seit 2023 tritt Eggers mehrmals jährlich im mallorquinischen Megapark auf, oft zusammen mit SteveG.
Im Frühjahr 2025 war Eggers Teilnehmer der 18. Staffel der RTL-Tanzshow Let’s Dance und erreichte zusammen mit Renata Lusin den 9. Platz. 

### Persönliches
2016 und 2017 war Eggers mit der Schauspielerin Gizem Emre liiert.
Im Herbst 2023 wurde unter anderem durch eindeutige Wiesn-Fotos Eggers Beziehung zu Bill Kaulitz bekannt. Nach Angaben der InTouch war es Eggers erste homosexuelle Beziehung. Ende 2024 bekannten sich Eggers und Kaulitz öffentlich zu ihrer Beziehung, die spätestens im Januar 2025 beendet war.

## Diskografie
Singles
- 2023: Bodycount (Bumsanimateur)
- 2023: Party Palmen und Suff Suff (mit SteveG)
- 2023: Nüchtern (mit SteveG, Andy Luxx)
- 2023: Wir geben alles (mit Noisetime)
- 2023: Wie jedes Jahr (mit Mitsch)
- 2024: Kölle (mit Mitsch)
- 2024: Das erste Bier (mit Malle Anja)
- 2024: Oh Susanna – Wo ist das rote Pferd? (mit Marita Köllner & Markus Becker)
- 2024: Oberteil (mit Isi Glück)
- 2024: Pyrotechnik (Balkonultra feat. Marc Eggers & Ikke Hüftgold)
- 2024: 555 (mit Die Rinos)
- 2024: Sieben Nächte (mit Malle Anja)
- 2024: Rede halten (mit Nici)
- 2025: Skandal im Chalet (Ab auf die Piste) (mit Emanuel Bento)
- 2025: Knutschen
- 2025: 2 Alkohol (Mickie Krause feat. Marc Eggers)
- 2025: Das Alles ist Malle (mit Knossi)
- 2025: Pferdchen
- 2025: WOW! (mit Mia Julia Brückner)

## Fernsehauftritte
- 2010: Das Supertalent (Castingshow; RTL)
- 2011: Auf und davon – Mein Auslandstagebuch (Fernsehserie; VOX)
- 2014–2015: Berlin Models – unser Leben, unser Traum (Fernsehserie; als er selbst; Regie: Axel Hannemann, Miriam Dehne; RTL)
- 2017: Dance Dance Dance (Tanzshow; RTL)
- 2019: Köln 50667 (Fernsehserie; als Phil Hensing; Regie: Ludger Hoffmann, Michael Speckbrock; RTL II)
- 2021: Promi Big Brother – Die Late Night Show (Late-Night-Show, Sat.1)
- 2023: Promi Big Brother – Die Late Night Show (Late-Night-Show, Sat.1)
- 2024: Kaulitz & Kaulitz (Realityserie, Netflix)
- 2025: Let’s Dance (Tanzshow; RTL)
- 2025: ZDF Fernsehgarten (Unterhaltungsshow; ZDF)